# Route nationale 830
Die Route nationale 830, kurz N 830 oder RN 830, war eine französische Nationalstraße, die von 1933 bis 1973 zwischen der N13 in Évreux und Mortagne-au-Perche verlief. Innerhalb von L'Aigle verlief sie nördlich des Zentrums gemeinsam mit der N819, südlich davon mit der N818. Ihre Länge betrug 86 Kilometer.